# Мелиоре ди Якопо
Мелиоре, также именуемый Мелиоре ди Якопо — флорентийский художник, активно работавший в Тоскане примерно в 1250—1280-х годах. Его авторству в разное время приписывали в целом около десяти произведений, почти каждое из которых — с образом Богоматери. В настоящее время существует только одна подписанная автором работа — доссаль с полуфигурными изображениями Спасителя, Богоматери и апостолов (Иоанна, Петра и Павла), хранящаяся в галерее Уффици. Авторство других работ приписывается мастеру на основании разного рода исследований историков искусства.